# Diocesi di Espinal
La diocesi di Espinal (in latino: Dioecesis Espinalensis) è una sede della Chiesa cattolica in Colombia suffraganea dell'arcidiocesi di Ibagué. Nel 2021 contava 664.700 battezzati su 756.800 abitanti. È retta dal vescovo Miguel Fernando González Mariño.

## Territorio
La diocesi comprende 24 comuni nella parte meridionale del dipartimento colombiano di Tolima: Alpujarra, Ataco, Carmen de Apicalá, Chaparral, Coyaima, Cunday, Dolores, El Espinal, Flandes, El Guamo, Icononzo, Melgar, Natagaima, Ortega, Planadas, Prado, Purificación, Rioblanco, Saldaña, San Antonio (eccetto il distretto di Playarrica), San Luis (eccetto il distretto di Payande), Suárez e Villarrica; fa parte della diocesi anche il distretto di Gualanday nel comune di Coello.
Sede vescovile è la città di El Espinal, dove si trova la cattedrale di Nostra Signora del Rosario.
Il territorio si estende su una superficie di 14.000 km² ed è suddiviso in 59 parrocchie, raggruppate in 8 vicariati: Espinal (Nuestra Señora del Rosario), Guamo (Santa Ana), Melgar (San Francisco de Asís), Purificación (La Candelaria), Saldaña (Nuestra Señora del Carmen), Chaparral (San Juan Bautista), Ataco (Nuestra Señora de Lourdes) e Cunday (La Inmaculada).

## Storia
La diocesi è stata eretta il 18 marzo 1957 con la bolla Qui supremum imperium di papa Pio XII, ricavandone il territorio dalla diocesi di Ibagué (oggi arcidiocesi).
Originariamente suffraganea dell'arcidiocesi di Popayán, il 14 dicembre 1974 entrò a far parte della provincia ecclesiastica dell'arcidiocesi di Ibagué.

## Cronotassi dei vescovi
Si omettono i periodi di sede vacante non superiori ai 2 anni o non storicamente accertati.
- Jacinto Vásquez Ochoa † (18 marzo 1957 - 12 dicembre 1974 dimesso)
- Hernando Rojas Ramírez † (12 dicembre 1974 succeduto - 1º luglio 1985 nominato vescovo di Neiva)
- Alonso Arteaga Yepes † (25 ottobre 1985 - 30 ottobre 1989 deceduto)[1]
- Abraham Escudero Montoya (30 aprile 1990 - 2 febbraio 2007 nominato vescovo di Palmira)
- Pablo Emiro Salas Anteliz (24 ottobre 2007 - 18 agosto 2014 nominato vescovo di Armenia)
- Orlando Roa Barbosa (30 maggio 2015 - 29 maggio 2020 nominato arcivescovo di Ibagué)[2]
- Miguel Fernando González Mariño, dal 19 dicembre 2020

## Statistiche
La diocesi nel 2021 su una popolazione di 756.800 persone contava 664.700 battezzati, corrispondenti all'87,8% del totale.
| anno | popolazione | popolazione | popolazione | presbiteri | presbiteri | presbiteri | presbiteri                | diaconi | religiosi | religiosi | parrocchie |
| anno | battezzati  | totale      | %           | numero     | secolari   | regolari   | battezzati per presbitero | diaconi | uomini    | donne     | parrocchie |
| ---- | ----------- | ----------- | ----------- | ---------- | ---------- | ---------- | ------------------------- | ------- | --------- | --------- | ---------- |
| 1966 | 420.000     | ?           |             | 42         | 42         |            | 10.000                    |         | 10        | 80        | 28         |
| 1970 | ?           | 406.700     | ?           | 55         | 55         |            | ?                         |         |           | 88        | 32         |
| 1976 | 465.000     | 490.000     | 94,9        | 49         | 49         |            | 9.489                     |         | 6         | 60        | 36         |
| 1980 | 538.000     | 588.000     | 91,5        | 50         | 50         |            | 10.760                    |         |           | 54        | 36         |
| 1990 | 722.000     | 745.000     | 96,9        | 56         | 56         |            | 12.892                    | 1       | 10        | 35        | 38         |
| 1999 | 371.212     | 464.015     | 80,0        | 79         | 79         |            | 4.698                     |         |           | 72        | 50         |
| 2000 | 371.212     | 464.015     | 80,0        | 82         | 82         |            | 4.526                     |         |           | 72        | 50         |
| 2001 | 350.000     | 425.000     | 82,4        | 79         | 79         |            | 4.430                     |         |           | 85        | 50         |
| 2002 | 350.000     | 425.000     | 82,4        | 93         | 93         |            | 3.763                     |         |           | 66        | 53         |
| 2003 | 350.000     | 425.000     | 82,4        | 93         | 93         |            | 3.763                     |         |           | 66        | 53         |
| 2004 | 350.000     | 425.000     | 82,4        | 88         | 88         |            | 3.977                     |         |           | 56        | 53         |
| 2006 | 331.000     | 439.000     | 75,4        | 98         | 98         |            | 3.377                     |         |           | 39        | 54         |
| 2013 | 432.000     | 479.000     | 90,2        | 92         | 92         |            | 4.695                     |         | 18        | 48        | 58         |
| 2016 | 447.000     | 495.000     | 90,3        | 99         | 97         | 2          | 4.515                     |         | 20        | 34        | 61         |
| 2019 | 462.000     | 511.660     | 90,3        | 99         | 94         | 5          | 4.666                     |         | 9         | 35        | 61         |
| 2021 | 664.700     | 756.800     | 87,8        | 103        | 103        |            | 6.453                     |         | 4         | 36        | 59         |